# Барятинський Андрій Трохимович
Андрій Трохимович Барятинський  (1698 - 1750)  — князь, генерал-майор, член Генерального військового суду (з 11 вересня 1734 р. по 4 січня 1737 р.), член Правління гетьманського уряду (з вересня 1735 по 4 січня 1737 рр.),, президент Мануфактур-колегії, представник княжого роду Барятинських (Борятинських) - нащадки Черніговського князя Михайла Всеволодича.

## Військова служба
Службу почав у 1712 році гренадером в піхотному полку Людвига-Миколи фон Аларта. За перший рік отримав звання капрала, унтер-офіцера і підпоручика. Брав участь у багатьох битвах Північної війни. Через сім років (в 1719 році) височайшим указом був підвищений до звання капітана.

## Керівництво в Глухові
11 вересня 1734 року князь Андрій Барятинський за іменним указом отримує підвищення з полковника до бригадира і входить до складу Генерального військового суду. Залишаючись на цій посаді, він також паралельно, у вересні 1735 року був призначений членом Правління гетьманського уряду. Крім нього, від росіян, до найвищого органу влади на той час входили князь Шаховський Олексій Іванович та полковник Гур'єв Василь Михайлович.
4 січня 1737 року князь А.Барятинський був "взятий до армії" Бурхарда Кристоф Мініха.
17 вересня 1742 року був призначений на посаду президента Мануфактур-колегії.